# Anssi Melametsä
Anssi Ilari Melametsä (* 21. Juni 1961 in Jyväskylä) ist ein ehemaliger finnischer Eishockeyspieler, der in seiner aktiven Zeit von 1977 bis 1994 unter anderem für die Winnipeg Jets in der National Hockey League gespielt hat.

## Karriere
Anssi Melametsä begann seine Karriere als Eishockeyspieler in der Nachwuchsabteilung von Jokerit Helsinki, in der er bis 1978 aktiv war. Anschließend spielte er ein Jahr lang für die Peterborough Petes in der kanadischen Juniorenliga Ontario Hockey Association. Mit den Kanadiern gewann er in der Saison 1979/80 zunächst den J. Ross Robertson Cup als OHA-Meister und anschließend den Memorial Cup, den Meistertitel der Canadian Hockey League. Daraufhin kehrte der Center zu Jokerit Helsinki zurück, für dessen Profimannschaft er in den folgenden beiden Jahren in der SM-liiga aktiv war, ehe er vier Jahre lang für dessen Ligarivalen HIFK Helsinki auf dem Eis stand. Mit HIFK gelang ihm in der Saison 1982/83 der Gewinn des finnischen Meistertitels. Parallel zum Spielbetrieb mit HIFK lief der Nationalspieler zudem in der folgenden Spielzeit in sieben Spielen für die finnische Olympiaauswahl auf, die zur Vorbereitung auf das Turnier als Gastmannschaft in der SM-liiga antrat.
Im NHL Entry Draft 1985 wurde Melametsä in der zwölften Runde als insgesamt 249. Spieler von den Winnipeg Jets ausgewählt. Für die Kanadier gab er in der Saison 1985/86 sein Debüt in der National Hockey League und gab in 27 Spielen drei Torvorlagen. Durchsetzen konnte er sich jedoch nicht im NHL-Kader und so absolvierte er parallel 14 Spiele für Winnipegs Farmteam, die Sherbrooke Canadiens, in der American Hockey League, in denen er sieben Tore erzielte und fünf Vorlagen gab. Nach seinem Jahr in Nordamerika kehrte der Finne in seine Heimat zurück und spielte zunächst weitere zwei Spielzeiten lang für den HIFK Helsinki in der SM-liiga, ehe er zu Jokerit Helsinki wechselte, wo er seine Karriere begonnen hatte. Mit dem Team, das in der Zwischenzeit in die zweitklassige I divisioona abgestiegen war, erreichte er 1989 den Wiederaufstieg in die SM-liiga, in der er in der Saison 1989/90 Mannschaftskapitän von Jokerit war.
Die Saison 1991/92 verbrachte Melametsä beim schwedischen Team Boro in der damals noch zweitklassigen Division 1. Zuletzt spielte er von 1992 bis 1994 für den finnischen Zweitligisten KooKoo, ehe er im Alter von 33 Jahren seine Karriere beendete.

### International
Für Finnland nahm Melametsä im Juniorenbereich an den Junioren-Weltmeisterschaften 1980 und 1981 teil, bei denen er jeweils mit seiner Mannschaft die Silbermedaille gewinnen konnte. Im Seniorenbereich stand er im Aufgebot seines Landes bei den Weltmeisterschaften 1983 und 1985 sowie bei den Olympischen Winterspielen 1984 in Sarajevo.

## Erfolge und Auszeichnungen
- 1979 J.-Ross-Robertson-Cup-Gewinn mit den Peterborough Petes
- 1979 Memorial-Cup-Gewinn mit den Peterborough Petes
- 1980 Silbermedaille bei der Junioren-Weltmeisterschaft
- 1981 Silbermedaille bei der Junioren-Weltmeisterschaft
- 1983 Finnischer Meister mit HIFK Helsinki
- 1989 Aufstieg in die SM-liiga mit Jokerit Helsinki